# 王者マンへの道
『王者マンへの道』（おうじゃマンへのみち）は、1994年10月22日から1996年3月30日まで名古屋テレビで放送されたバラエティ番組。放送時間は毎週土曜 24:00 - 24:55 (JST) 、『大相撲ダイジェスト』の放送期間中は30分遅れで放送。

## 概要
この番組以前に同枠で放送されていた『オジャマンないと!』の後継番組で、引き続き高原兄と長戸勝彦が出演していた。また、前番組で構成を担当していた萩原芳樹も引き続き番組に携わっていた。
この番組も前番組と同様に、高原たちと一般からの参加者たちによるバラエティ企画を主軸にしていたが、こちらは一般参加者たちの夢の手助けをするという主旨で行われていた。一般参加者たちが語る夢の内容は「プロレスラーになりたい」「大空を飛びたい」「ゲイの差別を無くしたい」「東京ドームライブ10日間をやりたい」「報道カメラマンになりたい高校生が学生服で事件取材」など実に様々で、番組は毎回彼らが夢を語る場面からその後の途中経過、そして夢が実現するまでを放送していた。実施していた主な企画に「王者マン王国建設」「夢の寺修行」「洞窟探検」などがある。

## 出演者
- 高原兄
- 長戸勝彦
- 胡桃沢ひろこ
- 清水宏 - 放送期間中に降板。
- 杉岡みどり - 途中降板した清水に替わってレギュラー入り。
- 石野桜子 - 途中降板した清水に替わってレギュラー入り。

## スタッフ
- 構成 - 萩原芳樹、菊原共基

| 名古屋テレビ 土曜24:00枠            | 名古屋テレビ 土曜24:00枠                  | 名古屋テレビ 土曜24:00枠                                   |
| 前番組                              | 番組名                                    | 次番組                                                     |
| ----------------------------------- | ----------------------------------------- | ---------------------------------------------------------- |
| オジャマンないと! （24:00 - 24:55） | 王者マンへの道 （1994年10月 - 1996年3月） | 探偵!ナイトスクープ （24:00 - 24:55、日曜23:55枠から移動） |